# Körösújfalu
Körösújfalu è un comune dell'Ungheria di 718 abitanti (dati 2001) . È situato nella contea di Békés.